# ستيفاني أبرامز
ستيفاني أبرامز (بالإنجليزية: Stephanie Abrams)‏ هي مذيعة طقس أمريكية، ولدت في 27 أكتوبر 1978 في ميامي في الولايات المتحدة.